# Улица Связи (Ломоносов)
Улица Свя́зи — улица в городе Ломоносове Петродворцового района Санкт-Петербурга, в историческом районе Мартышкино. Проходит от Балтийской железнодорожной линии до улицы Федюнинского. На север после путепровода продолжается улицей Жоры Антоненко.
Название улица Связи известно с 1955 года. Оно происходит от почтового отделения. Тогда улица шла от Морской улицы до Мореходной улицы.
В 1968 году начальный участок от Морской улицы до Балтийской железнодорожной линии был выделен под названием улица Жоры Антоненко.
31 декабря 2008 года улица Связи была продлена от Мореходной улицы до улицы Федюнинского.

## Перекрёстки
- улица Кипренского
- безымянный переулок к площади Обороны
- Красная улица
- Мореходная улица
- улица Федюнинского

## Транспорт
Автобусы: № 4Л, 343Э, 349.

Железная дорога: до 1920-х годов под путепроводом через линию Балтийской железной дороги находилась платформа Мордвиново